# Manuel Lapuente
Manuel Lapuente Díaz (* 15. Mai 1944 in Mexiko-Stadt) ist ein ehemaliger mexikanischer Fußballspieler und Trainer. Mit fünf gewonnenen Meistertiteln ist er einer der erfolgreichsten Trainer der 1943 eingeführten Profiliga Mexikos. Ferner war „Manolo“ Lapuente Trainer der mexikanischen Nationalmannschaft bei der WM 1998 in Frankreich und ein Jahr später bei dem im eigenen Land ausgetragenen Konföderationen-Pokal 1999, den die Mexikaner durch einen 4:3-Finalsieg gegen Brasilien gewannen.

## Spielerkarriere

### Verein
Seinen ersten Profivertrag unterzeichnete Manolo Lapuente 1964 beim CF Monterrey. Weil er dort nicht oft zum Einsatz kam, kehrte er 1966 in seine Heimatstadt zurück und spielte fortan für den Club Necaxa. Später war er noch für den Puebla FC tätig, bevor er seine aktive Spielerkarriere 1976 bei Atlas Guadalajara ausklingen ließ.

### Nationalmannschaft
Lapuentes Debüt in der Nationalmannschaft hätte nicht besser verlaufen können: als er am 6. März 1967 beim Länderspiel gegen Nicaragua fünf Minuten vor Schluss eingewechselt worden war, gelang ihm gleich in seiner ersten Länderspielminute sein erstes Länderspieltor zum 4:0-Endstand. Vier Tage später absolvierte er sein zweites Länderspiel – zugleich sein einziges in voller Länge – gegen Guatemala, das mit 0:1 verloren wurde. Danach sollten mehr als sechs Jahre vergehen, ehe Manolo Lapuente wieder in die Nationalmannschaft berufen wurde: zwischen August und Dezember 1973 absolvierte Lapuente weitere fünf Länderspieleinsätze, bei denen ihm noch ein Tor beim 8:0 gegen die Niederländischen Antillen am 8. Dezember 1973 gelang. Die für die Mexikaner enttäuschende 0:4-Pleite gegen Trinidad und Tobago am 14. Dezember 1973, durch die sie die WM 1974 in Deutschland verpassten, war zugleich sein letztes Spiel im Dress der Nationalmannschaft. 

## Trainerkarriere

### Verein
Zusammen mit Javier de la Torre, der ebenfalls fünf Meistertitel gewann, ist Manuel Lapuente der dritterfolgreichste Trainer der Primera División. Nur Ignacio Trelles (7 Titel) und Raúl Cárdenas (6) waren noch erfolgreicher. Seine größten Erfolge feierte er dabei ausgerechnet mit den beiden Vereinen, für die er sowohl als Spieler als auch als Trainer tätig war: so wurde er je zweimal Meister mit Puebla und Necaxa. Seine fünfte Meisterschaft feierte er im Sommer 2002 mit dem Club América, dessen Vizepräsident er danach zeitweise war. 

### Nationalmannschaft
Sein erstes Engagement für die Nationalmannschaft hatte Lapuente in den Jahren 1990 und 1991, als er hauptamtlich beim Puebla FC unter Vertrag stand. In dieser Zeit coachte er die Mannschaft lediglich elfmal. Für den 1997 ausgetragenen Konföderationen-Pokal wurde Lapuente reaktiviert und bekleidete die Rolle des Cheftrainers während der nächsten drei Jahre. Er war Trainer der Mannschaft, die Mexiko bei der WM 1998 in Frankreich vertrat und die den CONCACAF Gold Cup 1998 und den Konföderationen-Pokal 1999 gewann. Zum letzten Mal trainierte er die Nationalmannschaft in einem WM-Qualifikationsspiel am 3. September 2000 gegen Panama, das mit 7:1 gewonnen wurde.

## Erfolge

### Verein
- Mexikanischer Meister: 1983 und 1990 (mit Puebla), 1995 und 1996 (mit Necaxa), Verano 2002 (mit América)
- Mexikanischer Pokalsieger: 1990 (mit Puebla), 1995 (mit Necaxa)

### Nationalmannschaft
- CONCACAF Gold Cup: 1998
- Konföderationen-Pokal: 1999